# 费尔南多·费尔南·戈麦斯
费尔南多·费尔南德斯·戈麦斯（西班牙語：Fernando Fernández Gómez，1921年8月28日—2007年11月21日），西班牙演员、编剧、导演。

## 生平
1921年8月28日生于秘鲁利馬。他的出生证明显示为阿根廷布宜诺斯艾利斯，这是因为他的母亲，戏剧演员卡罗拉·费尔南·戈麦斯生下他时正在南美洲巡回演出，所以他的出生证明是出生几天后在阿根廷签发的。
1939年西班牙内战结束后，他曾学习法律，但最终选择在剧院工作。1942年开始参与演出。1950年代开始执导电影，包括知名的喜剧《直面生活》、《生活圈》等。1977年，凭借《隐士》获得第27届柏林国际电影节银熊奖最佳男演员奖。1985年，凭借《史蒂哥》获得第35届柏林国际电影节银熊奖最佳男演员奖。1995年，获得阿斯图里亚斯亲王奖艺术奖。1998年，当选西班牙皇家语言学院院士。2005年，在第55届柏林国际电影节获得终身成就金熊奖。
他于1984年获得西班牙国籍。2007年11月21日在西班牙马德里去世。他死于肺炎和结肠癌引起的心力衰竭。西班牙政府于11月23日追授他智者阿方索十世大十字勋章。